# Torneo di Wimbledon 2023 - Doppio femminile in carrozzina
Yui Kamiji e Dana Mathewson erano le campionesse in carica, ma la giapponese ha preso parte al torneo con Kgothatso Montjane perdendo in finale contro Diede de Groot e Jiske Griffioen, mentre la statunitense non ha preso parte al torneo. Per le olandesi è la terza vittoria a Wimbledon nella categoria doppio, la prima insieme.

## Teste di serie
1. Yui Kamiji /  Kgothatso Montjane (finale)

1. Diede de Groot /  Jiske Griffioen (Campionesse)

## Tabellone

### Legenda
| - Q = Qualificato - WC = Wild card - LL = Lucky loser | - ALT = Alternate - SE = Special Exempt - PR = Protected Ranking | - w/o = Walkover - r = Ritirato - d = Squalificato |

|  | Semifinale | Semifinale                     | Semifinale                     | Semifinale | Semifinale |  |  | Finale | Finale                         | Finale                         | Finale | Finale |  |
|  |            |                                |                                |            |            |  |  |        |                                |                                |        |        |  |
|  | 1          | Yui Kamiji Kgothatso Montjane  | 4                              | 6          | 6          |  |  |        |                                |                                |        |        |  |
|  |            | Momoko Ohtani Zhu Zhenzhen     | 6                              | 2          | 3          |  |  | 1      | Yui Kamiji Kgothatso Montjane  | Yui Kamiji Kgothatso Montjane  | 1      | 4      |  |
|  |            | Lucy Shuker Aniek Van Koot     | Lucy Shuker Aniek Van Koot     | 3          | 2          |  |  | 2      | Diede de Groot Jiske Griffioen | Diede de Groot Jiske Griffioen | 6      | 6      |  |
|  | 2          | Diede de Groot Jiske Griffioen | Diede de Groot Jiske Griffioen | 6          | 6          |  |  |        |                                |                                |        |        |  |